# Órganos de Seguridad del Estado
Los Órganos de Seguridad del Estado (OSE) son el nombre genérico que reciben el conjunto de órganos de inteligencia y contrainteligencia de Cuba tras la llegada al poder de Fidel Castro el 1 de enero de 1959.

## Antecedentes
El núcleo central de los Órganos de Seguridad del Estado en Cuba comenzó en 1958 durante la lucha insurreccional contra el gobierno de Fulgencio Batista en la Sierra Maestra.
El 20 de abril de 1958, en un informe firmado por el entonces comandante Raúl Castro y dirigido a Fidel Castro, señalaba:

Creo el Cuerpo de Oficiales de la Inteligencia Rebelde que de gran utilidad nos ha sido hasta la fecha en todos los órdenes, pues son los que se encargan de los interrogatorios de los detenidos, hacer croquis de los puntos que en el futuro pueden ser objeto de un ataque nuestro; de dirigir nuestro servicio de inteligencia y espionaje, instruyendo a sus miembros de todos los trabajos especiales que se presentan (...) estamos perfeccionando el cuerpo de oficiales de Inteligencia Rebelde (I.R.) que tiene bajo su mando el S.O.C., o sea, el Servicio de Observación Campesina y otras dependencias más de este tipo.
Comunicación de Raúl Castro a Fidel Castro el 20 de abril de 1958

El teniente Arturo Lince González, desde la Comandancia Central, fungía como jefe de este servicio, que buscaba información sobre la ubicación, el armamento y la moral del ejército batistiano. El 22 de agosto de 1958, cuando el Ejército Rebelde derrotó la Operación Verano lanzada por las tropas del ejército del gobierno de la isla de aquel entonces, el Comandante Raúl Castro ordenó, mediante decreto firmado, la creación del Servicio Secreto, adscrito a la jefatura de su Estado Mayor, en el Segundo Frente Oriental «Frank País» bajo el mando del comandante Raimundo Torres Raído y del capitán Augusto Martínez Sánchez, con el objetivo de observar, investigar e informar sobre todo lo que pudiera afectar la seguridad de las fuerzas rebeldes.El recién creado Servicio Secreto recibió el nombre de Servicio de Inteligencia Militar (SIM en siglas), nombre que se mantuvo hasta el triunfo de las fuerzas revolucionaria.

## Tras el primero de enero de 1959
Por indicaciones del Comandante en Jefe Fidel Castro, el 14 de enero de 1959 fue concebido el Departamento de Investigaciones del Ejército Rebelde con el propósito de "defender y preservar los intereses de la población y la Revolución cubana". El 23 de marzo de 1959, la orden para la formación oficial del DIER la firmó el Comandante René de los Santos Ponce, designado al frente de esa institución, con el Comandante Abelardo Colomé Ibarra como jefe de Operaciones.
El 26 de marzo de 1959, surgió el Departamento de Información e Investigaciones de las Fuerzas Armadas Revolucionarias (DIIFAR), que a finales de año adoptó la nomenclatura de Departamento de Información G-2 MINFAR, que continuó el desempeño de un rol decisivo en el enfrentamiento a las actividades contra el gobierno de Fidel Castro en 1960 y la primera mitad de 1961.
El 6 de junio de 1961, el Consejo de Ministros del Gobierno Revolucionario promulgó la Ley 940, que constituyó el Ministerio del Interior. Aquel G-2 MINFAR pasó al MININT, con la nomenclatura de Departamento de Seguridad del Estado (DSE), hasta hoy. El capitán Isidoro Malmierca y el comandante Raimundo Torres Raído fueron sus principales jefes, (este último de origen gallego pasó a dirigir la sección del G-5), aunque sus máximos jefes fueron el Comandante de la Revolución Ramiro Valdés Menéndez, y subordinado a él Manuel Piñeiro. Por su parte, el Che Guevara, uno de los principales dirigentes de la Revolución cubana, también participó en la preparación política y operativa de los nacientes OSE. De acuerdo con el General de División, ya retirado, Fabián Escalante Font en los primeros tiempos, para finales de 1961, recibieron una muy rudimentaria preparación, de 5 meses, en la Unión Soviética, un grupo no mayor de 20 oficiales, por parte de la KGB. Finalmente, toda la actividad de inteligencia y contrainteligencia seguía en líneas generales las orientaciones del propio Fidel Castro.
Desde entonces, el Departamento de Seguridad del Estado, junto a otras Direcciones del Ministerio del Interior (MININT) y la Dirección de Contrainteligencia Militar (al frente del cual se encontraba el primer capitán Orlando Lache) de las Fuerzas Armadas Revolucionarias (FAR), creada el 7 de noviembre de 1962 mediante la Orden No. 07 del comandante Raúl Castro, como integrantes de los servicios de seguridad cubanos. Cinco décadas después, su estrecha alianza con las FAR, las organizaciones políticas y de masas -principalmente los Comités de Defensa de la Revolución- siguen siendo la base de su accionar.

## Actualidad
Pueden considerarse parte de dichos OSE:
Por las FAR:
- Dirección de Contrainteligencia Militar
- Dirección de Inteligencia Militar

Por el MININT:
- Dirección General de Contrainteligencia, DGCI
- Dirección General de Investigación Criminal, OEIC-DSE, DGIC
- Dirección General de Inteligencia
- Dirección de Seguridad Personal

## Formas de operar
La actividad de los OSE se basa en la "manipulación en cadena" y las "brigadas de respuesta rápida". Estas últimas son agrupaciones de militantes revolucionarios, surgidas en los años 90, que rechazan, siempre de forma no violenta,[cita requerida] toda manifestación de calle que sea lanzada por grupos de oposición. Hay una larga lista de agentes encubiertos de los OSE dentro de la oposición y se evidencia además en cables de Jonathan Farrar, jefe de la Sección de Intereses de los Estados Unidos en La Habana, SINA, publicados por WikiLeaks en su momento.
La labor de los OSE permitió neutralizar la Rebelión del Escambray. También fue eficaz en la Invasión de bahía de Cochinos y la Operación Mangosta. De la misma manera los OSE lograron la detección y neutralización de más de 600 planes de atentados contra Fidel Castro y otros dirigentes del Estado cubano. [cita requerida]
Tan solo un atisbo de como es este trabajo lo constituye la detección por parte del FBI de la llamada Red Avispa, Los cinco cubanos presos en los Estados Unidos quienes espiaban al exilio cubano en Florida.[cita requerida]